# لاک‌پشت‌های نینجا (مجموعه تلویزیونی ۲۰۰۳)
لاک‌پشت‌های نینجا با نام کامل لاک‌پشت‌های نینجای جهش‌یافته نوجوان (به انگلیسی: Teenage Mutant Ninja Turtles) یک مجموعه پویانمایی تلویزیونی آمریکایی است که توسط لوید گلدفین ساخته شده و شخصیت‌های آن توسط کوین ایستمن و پیتر لایرد خلق شده‌است. این دومین مجموعه پویانمایی از فرنچایز لاک‌پشت‌های نینجا می‌باشد. این مجموعه در ۸ فوریه ۲۰۰۳ پخش شد و در تاریخ ۲۸ فوریه ۲۰۰۹ به پایان رسید. یک فیلم سینمایی هم به نام لاک پشت های نینجا برای همیشه ساخته شده است که آن هم متعلق به این لاکپشت ها است و هم متعلق به لاک‌پشت‌های سال ۱۹۸۷. بخش عمده ای از قسمت‌های این مجموعه در نیویورک قرار دارد.

## داستان
چهار لاک پشت و یک موش به نام اسپلینتر به‌طور اتفاقی تحت تأثیر مایعی سبز رنگ به نام T.C.R.I قرار می‌گیرند و جهش میابند؛ این چهار لاک پشت هنر رزمی نینجوتسو را از همان موش فرا می‌گیرند و در کانال های فاضلاب‌های شهر نیویورک زندگی می‌کنند. مشکلی که برای محل سکونت آن‌ها پیش می‌آید این چهار لاک پشت را وادار به خارج شدن از کانال فاضلاب می‌کند و در همین حال مشکل جدیدی برای آن‌ها درست می‌شود که مقدمه دشمنی آن‌ها با شخصی شرور به نام شردر که در واقع یک موجود فرازمینی که از گونه اوترام (Utrom) را به تدریج فراهم می‌سازد...

## شخصیت‌ها

لئوناردو در حال مبارزه با نینجاهای قبیله فوت در فصل اول قسمت هفدهم

- لئوناردو (لئو): او رهبر این گروه است. وی از ماسک آبی رنگ و دو شمشیر کاتانا (به انگلیسی: katana) به عنوان سلاحش استفاده می‌کند، لئوناردو بسیار شجاع و ماهر است. بیشترین درگیری‌های شردر و کارای با او است.
- رافائل (راف): عصبانی‌ترین و قویترین فرد گروه رافائل است. او ماسک قرمز رنگ دارد و از سای به عنوان سلاح استفاده می‌کند.
- داناتلو(دان): دانتلو مغز متفکر گروه است. او با درست کردن وسایل مختلف همراه با تکنولوژی کمک بزرگی به برادرانش در مقابله با دشمنان کرده‌است مانند تلفن لاکی، ماشین لاک‌پشتی و موتور لاکی. او ماسک بنفش رنگ دارد. سلاح او یک چوبی از جنس درخت بو است.
- مایکل آنجلو (مایکی): مایکل آنجلو لاک‌پشتی شوخ‌طبع با شوخی‌هایی بامزه و دوست داشتنی، اما گاهی اوقات خنگ است. او ماسک نارنجی رنگ دارد و از دو نانچیکو دوبل به عنوان سلاح استفاده می‌کند؛ او عاشق پیتزا و کتاب‌های کمیک بوکی هست.

### دوستان
- استاد اسپلینتر: او که یک موش است پدر و استاد این چهار لاک‌پشت محسوب می‌شود که هنر نینجتسو را به آن‌ها آموخته‌است. او هنرهای رزمی را از استاد یا صاحب خود به نام هاماتو یوشی که یکی از معروف‌ترین هنرمندان رزمی در ژاپن بود با نگاه کردن به او و تقلید حرکات وی یادگرفته بود.
- اپریل اونیل: به عنوان دستیار فنی برای دکتر بکستر استاکمن کار می‌کرد، زمانی که استاکمن با استفاده از موش گیرها قصد داشت او را بکشد، لاک پشت‌ها نجاتش دادند و یکی از بهترین دوستان این چهار برادر شد. او در قسمت پایانی این مجموعه با کیسی جونز ازدواج کرد.
- کیسی جونز: کیسی جونز یکی از بهترین دوستان این خانواده است. رافائل او را در خیابان‌های شهر پیدا می‌کند و در ابتدا با او درگیر می‌شود. پس از مدتی یکی از بهترین دوست‌های خانواده لاک‌پشت‌ها می‌شود. او از یک ماسک هاکی برای پوشاندن صورتش استفاده می‌کند و از چوب هاکی و دو چوب بیسبال به عنوان سلاحش استفاده می‌کند. او در قسمت پایانی این مجموعه با اپریل اونیل ازدواج کرد.
- کودی جونز: او در سفر به آینده در فصل ششم، نتیجه‌ی کیسی جونز و اپریل اونیل است و لاک‌پشت ها در سال ۲۱۰۵ با او آشنا می شوند.
- سِرِلینگ: او یک ربات با اطلاعات کامل یک انسان خردمند و دستیار کودی جونز است او از سر و صدا و شیطانت های لاک‌‌پشت ها همیشه در عذاب است اما به آنها کمک های فروانی می کند.
- اوساگی (خرگوش): او یک سامورایی شجاع و وفادار است که در مسابقات با لئوناردو آشنا می‌شود و سپس یکی از دوستان لاک پشت‌ها می‌شود.
- جنوسکی: او یک کرگدن انسان نما با شاخی شکسته و دوست اوساگی است او کمی دست و پا چلفتی، دلقک و خنگ است.
- پروفسور هانی کات (فیوجیتوید): وی طی انجام آزمایش‌هایی بدنش را از دست می‌دهد و تمام افکار خودش را به یک ربات منتقل می‌کند او بسیار دانا هست و به خاطر اختراعاتش و مغز متفکرش در فضا به دنبال او هستن وی یکی از دوستان خوب لاک پشت‌ها است.
- لِدِرهد: او یک کروکودیل جهش‌یافته و یکی از یاران لاک‌پشت‌ها است. او هنگامی که در فاضلاب دور انداخته شد توسط اوترام‌ها پیدا شد. بعد از جهش‌یافتگی تصادفی او می‌خواست با ساختن حامل دوربرد برای بازگشت به وطن به اوترام‌ها کند. بعد از جدایی از اوترام‌ها او در فاضلابی که با لاک‌پشت‌ها آشنا شد گم شده بود. لدرهد مانند داناتلو باهوش است.
- ناشناس: او یک فرد مرموز است که هویتش را همیشه پنهان می‌کند و به صورت ناشناس به کمک مردم می‌رود وی لباس سیاه به تن دارد و در کمک به مردم با لاک پشت‌ها همکاری می‌کند. او عضوی از گروه ناجیان عدالت است.
- سیلور سنتری: او یک ابر قهرمان است و همیشه لباس سفید رنگ می‌پوشد، مایکی بسیار او را دوست دارد و می‌خواهد مثل او باشد وی به لاک پشت‌ها کمک‌های فراوانی می‌کند. او رهبر گروه ناجیان عدالت است.
- گرین منتل: او یک ابر قهرمان است و همیشه از شنل سبزی که به او قدرت می دهد استفاده می کند و لباس سبز و مشکی با پوشیدن همین شنل بر روی تنش پدید می آید او در زمان خودش قدرتمند ترین قهرمان دنیا بود تا اینکه در سال ۱۹۶۸ با یک ربات خلافکار فضایی درگیر شد و شنلش را از دست داد اما پس از سالها شنلش را به دست آورد و عضوی از گروه ناجیان عدالت شد.
- استاد یوشی: او استاد اسپلینتر بود و بسیار ناشرافتمندانه توسط شردر کشته شد.
- آقای مورتو :رئیس اوترام ها و دشمن شریدر که دستگاه فرا فرستنده را اختراع کرد.
- دانیان بزرگ :پاد‌شاه سرزمین که دوست استاد اسپلینتر است و مسئول برگزاری مسابقات بزرگ نکسز است.
- تراکسیموس :از خانواده ترایسراتون ها (نوعی دایناسور جهش یافته) که به دنبال عدالت بود.

### دشمنان
- اروکو ساکی/شردر: رهبر قبیله فوت است. او با استفاده از فعالیت‌های مجرمانه قصد دارد کنترل شهر را به دست آورد. وقتی لاک‌پشت‌ها پی بردن که او استاد، استاد اسپلینتر یعنی هاماتو یوشی را کشته به یکی از دشمنان اصلی آن‌ها تبدیل شد.
- کارای: دختر خوانده شردر است. بیشتر درگیری و برخوردهای او با لئوناردو است.
- هان (به انگلیسی: Hun): او هم زیر دست شردر بود و هم رهبر گروه اوباش اژدهای بنفش است و وقتی می‌فهمد شردر یک اترام است دیگه با او کار نمی‌کند وی که مسئول قتل پدر کیسی جونز است یکی از دشمنان اصلی او به‌شمار می‌آید، بین وی و لاک پشت‌ها درگیری‌های زیادی روی می‌دهد.
- بکستر استاکمن:یک دانشمند موفق و دارای چند جایزه نوبل که روزی ناخواسته با شردر آشنا می‌شود طبق درخواست شردر ربات هایی را برای دزدی از بانک میسازد ربات های او ناگهان به محل زندگی لاک پشت های نینجا وارد میشوند لاک پشت ها آن ها را نابود و یکی از آنها را تا آزمایشگاه استاکمن تعقیب می‌کند استاکمن از ربات ها برای نابودی لاک پشت ها استفاده می کند اما در نهایت شکست میخورد و شریدر یک دست و یک پای او را قطع می‌کند (در واقع شردر و هان بابت هر شکست استاکمن او را تنبیه میکنند) این جا اولین آشنایی و اولین دشمنی لاک پشت ها و شریدر پیوند میخورد.
- گروه اژدهای بنفش: یک گروه و باند خیابانی که رهبری آن را هان بر عهده دارد این گروه کار های زیادی از جمله فروش مواد مخدر فروش اسلحه و اداره باند های مافیای شهر نیویورک را در دست دارد . این گروه در ابتدا از زیر دستان شردر بود.
- موش‌های رباتی ( در قسمت اول ، فصل 1): سازندهی این ربات‌ها بکستر استاکمن است که برای کشتن موش‌های خیابانی ساخته شده اما این ربات‌ها خانهٔ لاک پشت‌های نینجا را خراب می‌کنند.
- بیشاپ: متولد نوامبر سال ۱۷۷۶ و مامور سازمان C.I.A و رئیس سازمان محافظت از زمین که او در ژوئن سال ۱۸۱۵ میلادی در نیو اورلئان تاسیس کرد و از زمان حمله تراسرایتون ها به زمین با لاک پشت ها آشنا شد که آغاز این آشنایی دوستانه نبود البته جدا از این دشمنی گهگاهی با یک دیگر در طول سریال همکاری داشته اند.
- دریکو:یک اژدهای قرمز رنگ قوی هیکل که پس از شکست خوردن از اسپلینتر در مسابقات نکسز با پسر دانیان بزرگ و به قصد تصاحب عصای جادویی و قدرتمند دانیان متحد شد ولی بعد به پسر دانیان خیانت کرد و درحالی که میخواست عصا را به چنگ بیاورد همراه با پسر دانیان به مکان نامعلومی رفت و ناپدید شد.

## در ایران
این انیمیشن به مدیریت جواد پزشکیان در استودیو جام جم برای شبکه دوم سیما و فصل اول این سریال به مدیریت شهلا ناظریان در استودیو ساند فیلم برای موسسه رسانه های تصویری دوبله و پخش شده است. 
| نقش                         | گوینده(دوبله موسسه رسانه های تصویری) | گوینده(دوبله صدا و سیما)    | توضیحات |
| --------------------------- | ------------------------------------ | --------------------------- | --- |
| لئوناردو                    | ظفرگرایی                             | سعید شیخ زاده               | او رهبر این گروه است. وی از ماسک آبی رنگ و دو شمشیر کاتانا (به انگلیسی: katana) به عنوان سلاحش استفاده می‌کند، لئوناردو بسیار شجاع و ماهر است. بیشترین درگیری‌های شردر و کارای با او است. |
| رافائل                      | کسری کیانی                           | شروین قطعه ای               | عصبانی‌ترین و قویترین فرد گروه رافائل است. او ماسک قرمز رنگ دارد و از سای به عنوان سلاح استفاده می‌کند. |
| داناتلو                     | مجتبی فتح الهی                       | کسری کیانی                  | مغز متفکر گروه است. او با درست کردن وسایل مختلف همراه با تکنولوژی کمک بزرگی به برادرانش در مقابله با دشمنان کرده‌است مانند تلفن لاکی، ماشین لاک‌پشتی و موتور لاکی. او ماسک بنفش رنگ دارد. سلاح او یک چوبی از جنس درخت بو است. |
| مایکل آنجلو                 | امیر منوچهری                         | علیرضا باشکندی              | لاک‌پشتی شوخ‌طبع با شوخی‌هایی بامزه و دوست داشتنی، اما گاهی اوقات خنگ است. او ماسک نارنجی رنگ دارد و از دو نانچیکو دوبل به عنوان سلاح استفاده می‌کند؛ او عاشق پیتزا و کتاب‌های کمیک بوکی هست. |
| استاد اسپلینتر              | حسین عرفانی                          | بیژن علیمحمدی               | او که یک موش است پدر و استاد این چهار لاک‌پشت محسوب می‌شود که هنر نینجتسو را به آن‌ها آموخته‌است. او هنرهای رزمی را از استاد یا صاحب خود به نام هاماتو یوشی که یکی از معروف‌ترین هنرمندان رزمی در ژاپن بود با نگاه کردن به او و تقلید حرکات وی یادگرفته بود. |
| آپریل اونیل                 | شهلا ناظریان                         | شهرزاد ثابتی / مریم رادپور  | به عنوان دستیار فنی برای دکتر بکستر استاکمن کار می‌کرد، زمانی که استاکمن با استفاده از موش گیرها قصد داشت او را بکشد، لاک پشت‌ها نجاتش دادند و یکی از بهترین دوستان این چهار برادر شد. او در قسمت پایانی این مجموعه با کیسی جونز ازدواج کرد. |
| کیسی جونز                   | حسین عرفانی                          | مهرداد ارمغان               | کیسی جونز یکی از بهترین دوستان این خانواده است. رافائل او را در خیابان‌های شهر پیدا می‌کند و در ابتدا با او درگیر می‌شود. پس از مدتی یکی از بهترین دوست‌های خانواده لاک‌پشت‌ها می‌شود. او از یک ماسک هاکی برای پوشاندن صورتش استفاده می‌کند و از چوب هاکی و دو چوب بیسبال به عنوان سلاحش استفاده می‌کند. او در قسمت پایانی این مجموعه با اپریل اونیل ازدواج کرد. |
| اروکو ساکی/شریدر            | بهمن هاشمی                           | شهروز ملک آرایی             | رهبر قبیله فوت است. او با استفاده از فعالیت‌های مجرمانه قصد دارد کنترل شهر را به دست آورد. وقتی لاک‌پشت‌ها پی بردن که او استاد، استاد اسپلینتر یعنی هاماتو یوشی را کشته به یکی از دشمنان اصلی آن‌ها تبدیل شد. |
| هان                         | علی اصغر رضایی نیک                   | شایان شامبیاتی / رضا الماسی | او هم زیر دست شردر بود و هم رهبر گروه اوباش اژدهای بنفش است و وقتی می‌فهمد شردر یک اترام است دیگه با او کار نمی‌کند وی که مسئول قتل پدر کیسی جونز است یکی از دشمنان اصلی او به‌شمار می‌آید، بین وی و لاک پشت‌ها درگیری‌های زیادی روی می‌دهد. |
| بکستر استاکمن               | میرطاهر مظلومی                       | منوچهر زنده دل              | یک دانشمند موفق و دارای چند جایزه نوبل که روزی ناخواسته با شردر آشنا می‌شود طبق درخواست شردر ربات هایی را برای دزدی از بانک میسازد ربات های او ناگهان به محل زندگی لاک پشت های نینجا وارد میشوند لاک پشت ها آن ها را نابود و یکی از آنها را تا آزمایشگاه استاکمن تعقیب می‌کند استاکمن از ربات ها برای نابودی لاک پشت ها استفاده می کند اما در نهایت شکست میخورد و شریدر یک دست و یک پای او را قطع می‌کند (در واقع شردر و هان بابت هر شکست استاکمن او را تنبیه میکنند) این جا اولین آشنایی و اولین دشمنی لاک پشت ها و شریدر پیوند میخورد. |
| کارای                       |                                      | شهرزاد ثابتی                | دختر خوانده شردر است. بیشتر درگیری و برخوردهای او با لئوناردو است. |
| پرفسور هانی کات (فیوجیتوید) |                                      | رضا الماسی                  | وی طی انجام آزمایش‌هایی بدنش را از دست می‌دهد و تمام افکار خودش را به یک ربات منتقل می‌کند او بسیار دانا هست و به خاطر اختراعاتش و مغز متفکرش در فضا به دنبال او هستن وی یکی از دوستان خوب لاک پشت‌ها است. |